# Posad-Pokrovske, Bilozerka
Posad-Pokrovske (în ucraineană Посад-Покровське) este localitatea de reședință a comunei Posad-Pokrovske din raionul Bilozerka, regiunea Herson, Ucraina.

## Demografie
Componența lingvistică a localității Posad-Pokrovske
     Ucraineană (90,97%)
     Rusă (8,22%)
     Alte limbi (0,42%)
Conform recensământului din 2001, majoritatea populației localității Posad-Pokrovske era vorbitoare de ucraineană (90,97%), existând în minoritate și vorbitori de rusă (8,22%).